# Helmut Kästl
|  | Dieser Artikel wurde auf der Qualitätssicherungsseite des Projekts Bildende Kunst eingetragen. Die Mitarbeiter der QS-Bildende Kunst arbeiten daran, die Qualität der Artikel aus dem Themengebiet Kunst auf ein besseres Niveau zu bringen. Bitte hilf mit, die Mängel dieses Artikels zu beheben und beteilige Dich an der Diskussion. |

Helmut Kästl (* 1934 in Frontenhausen) ist ein deutscher Glasmaler und Bildhauer sakraler Kunst.

## Leben
Als Helmut Kästl vier Jahre alt war, zog die Familie nach Schongau, wo Kästl zusammen mit zwei Brüdern aufwuchs.
Er studierte von 1956 bis 1961 an der Akademie der Bildenden Künste München bei Franz Nagel. 1971 wurde er Mitglied der Münchener Secession, 1982 Mitglied der Ausstellungsleitung Haus der Kunst, 1994 wurde er Präsident der Organisation.
Kästl hat für 13 Münchner Kirchen Glasfenster geschaffen und außerdem Banken, Schwimmbäder, Schulen und zahlreiche öffentliche Gebäude hauptsächlich im Großraum München mit Werken aus Glas, Bronze oder Stein ausgestattet.
Kästl lebt heute in Greifenberg am Ammersee.

## Preise und Auszeichnungen
- 1993 Seerosenpreis der Stadt München
- 2010: Ehrenplakette der Stadt Pfarrkirchen
- 2020: Kunstpreis des Landkreises Landsberg[2]
- 2003: Bundesverdienstkreuz[2].

## Werke (Auswahl)

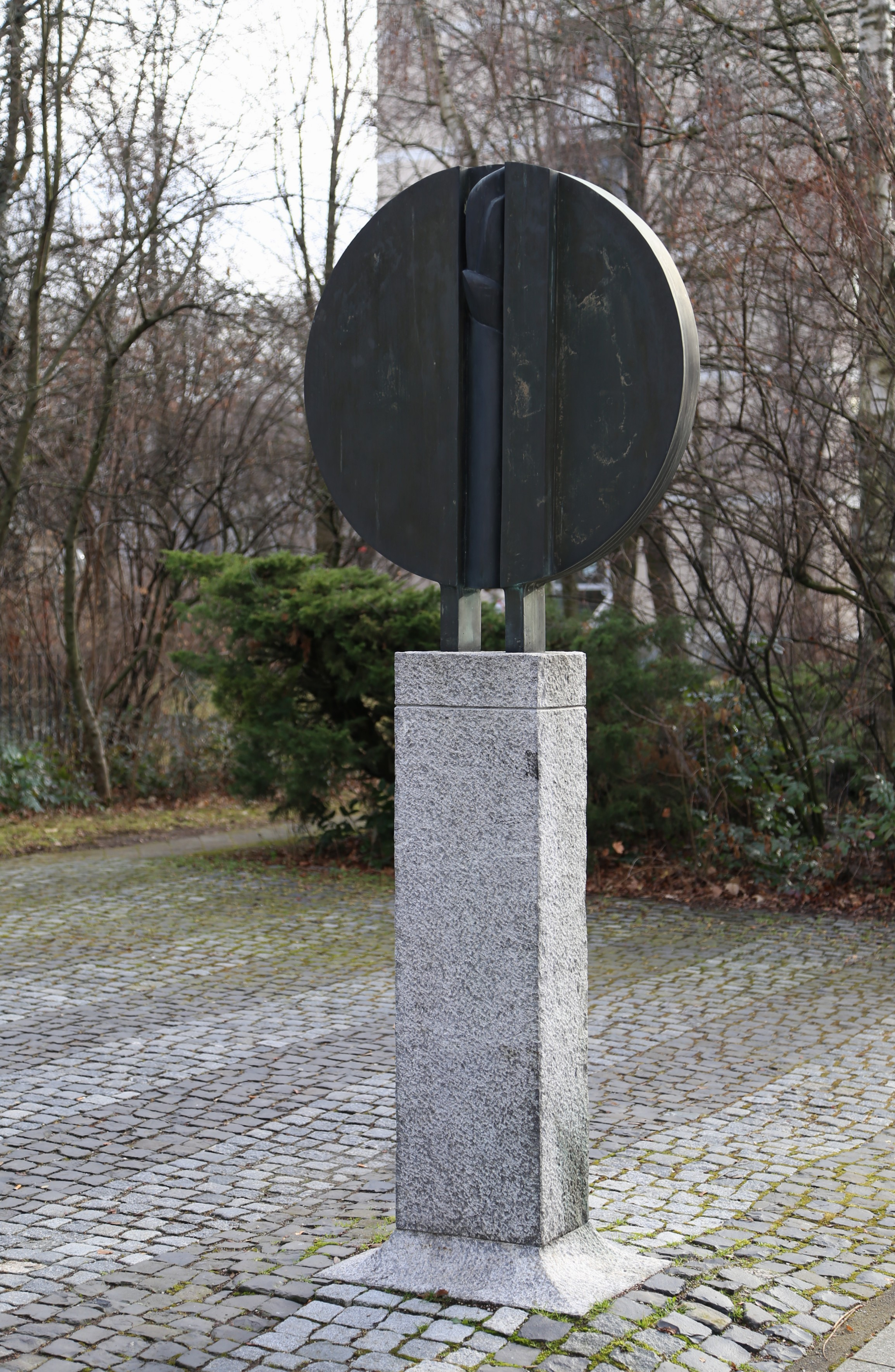
Leben und Licht (1978)

- 1978: Leben und Licht, Bronze, Durchmesser 100 cm, auf Granitstele, Höhe 250 cm, München, Hiltenspergerstraße
- 1983: Das himmlische Jerusalem, Fenster in der Kapelle des Münchner Priesterseminars[3]
- 1987: Radfenster, Pfarrkirche St. Michael, Burgrain, Garmisch-Partenkirchen
- 1988: Kreuzweg, 15 gemalte Stationen in der Pfarrkirche St. Karl Borromäus, München[4]
- Trinitatisfenster und die Seitenfenster in der Trinitatiskirche, München[5]
- Altarfenster für das Mutterhaus der Barmherzigen Schwestern, München[6]
- Westrosette in der St. Pauls-Kirche, München[7]

## Publikationen
- Das farbige Licht. Helmut Kästl, Werke der Glasmalerei. Ausstellungskatalog Hans-Reiffenstuel-Haus, Pfarrkirchen 2010